# Miss Read
Dora Jessie Saint MBE, z domu Shafe (ur. 17 kwietnia 1913, zm. 7 kwietnia 2012) – angielska pisarka używająca pseudonimu Miss Read. Jest autorką m.in. serii książek o nauczycielce wiejskiej szkółki w Fairacre. W 1998 odznaczona Orderem Imperium Brytyjskiego za osiągnięcia literackie.

## Książki
Wszystkie pozycje w języku angielskim.

### Seria The Fairacre
- Village School* – 1955
- Village Diary* – 1957
- Storm in the Village* – 1958
- Miss Clare Remembers – 1962
- Over the Gate – 1964
- Village Christmas – 1966
- Fairacre Festival – 1968
- Emily Davis – 1971
- Tyler's Row – 1972
- Christmas Mouse – 1973
- Farther Afield – 1974
- No Holly for Miss Quinn – 1976
- Village Affairs – 1977
- The White Robin – 1979
- Village Centenary – 1980
- Summer at Fairacre – 1984
- Mrs. Pringle – 1989
- Changes at Fairacre – 1991
- Farewell to Fairacre – 1993
- A Peaceful Retirement – 1996

Pierwsze trzy (oznaczone gwiazdką) zostały opublikowane w jednym tomie. 

### Seria Thrush Green
- Thrush Green – 1959
- Winter in Thrush Green – 1961
- News from Thrush Green – 1970
- Battles at Thrush Green – 1975
- Return to Thrush Green – 1978
- Gossip from Thrush Green – 1981
- Affairs at Thrush Green – 1983
- At Home in Thrush Green – 1985
- School at Thrush Green – 1987
- Friends at Thrush Green – 1990
- Celebrations at Thrush Green – 1992
- Year at Thrush Green – 1995
- Christmas at Thrush Green – 2009 wraz z Jenny Dereham
- The World Of Thrush Green – 1988 - książka opisuje rzeczywiste miejsce, które zainspirowało serię Trush Green i zawiera fragmenty wszystkich książek z serii opublikowanych do 1988.

### Książki dla dzieci
- Hobby Horse Cottage – 1958
- The Little Red Bus – 1964
- The New Bed – 1964
- No Hat! – 1964
- Plum Pie – 1964
- Hob and the Horse Bat – 1965
- Cluck, the Little Black Hen – 1965
- The Little Peg Doll – 1965
- Tiggy – 1971
- Animal Boy – 1975

### Autobiografie
- A Fortunate Grandchild – 1982
- Time Remembered – 1986

### Inne
- Fresh from the Country – 1960
- Tales from a Village School – 1994
- Miss Read's Country Cooking – 1969